# Regne d'Holanda
El Regne d'Holanda va ser instituït per Napoleó el 5 de juny del 1806, abolint la República Batava i fent de manera que la província més influent donés nom a tot el país. L'Emperador va designar el seu germà, Louis Bonaparte com a rei Lluís I d'Holanda. Lluís va instal·lar-se al palau del Binnenhof a La Haia però el 1807 decidí transferir la seu del govern a Amsterdam. Com rei portà una política massa autònoma als ulls del seu germà i l'emperador de França i el 13 de juliol del 1810, només algunes setmanes després de l'abdicació en el seu fill Napoléon-Louis de només 6 anys amb el nom de Lluís II d'Holanda, Napoleó va decidir annexar-se el territori dels Països Baixos i integrar-lo a l'imperi francès.